# Aslam Masih
Aslam Masih (1981-2011) was een Pakistaanse christen, die begin 2010 werd opgepakt wegens blasfemie. In september 2011 is Masih in de gevangenis van Lahore overleden.
Masih was voorganger van een kleine christelijke huisgemeente. Nadat twee leden van de islamitische organisatie Tablighi Jamaat hem beschuldigden van godslastering werd hij gearresteerd. In eerste instantie liet de politie Masih weer vrij vanwege gebrek aan bewijs, maar later arresteerde zij hem opnieuw nadat ze onder druk was gezet door radicale moslims. Tijdens zijn gevangenschap kon Masih niet bezocht worden door familie of vrienden. Volgens het autopsieverslag is Masih op 9 september 2011 overleden aan knokkelkoorts. In het verleden zijn eerder van blasfemie beschuldigde christenen om het leven gekomen in Pakistaanse gevangenissen.